# Henri Caron
Henri Caron (Noyelles-sous-Lens, 2 de julio de 1924 – 29 de abril de 2002) fue un corredor de carreras francés. Compitió en la marcha masculina de 50 km de los Juegos Olímpicos de Verano de 1948.